# Parakramabahu IV
Parakramabahu IV, aussi connu sous le nom de Pandit Parakramabahu, est le 7e roi de Dambadeniya, dans l'actuel Sri Lanka.

## Étymologie
Le nom provient de la langue pali, propre au bouddhisme Theravada pratiqué au Sri Lanka, dont l'écriture est en Devanagari. La transcription en langue latine peut donc donner des résultats différents, selon le mot est transcrit traditionnellement ou en ISO 15919.
Le nom du roi Parakramabahu peut se décomposer en 2 mots :
- Le mot Parâkrama peut aussi se transcrire Parakrama, Parâkrama, Parãkrama, Parâkkama, Parãkkama ou Parakkama.
- Le mot Bâhu peut aussi se transcrire Bãhu, Bâhu, Baahu ou Bahu.

## Biographie
Le prince Pandita fils de  Bhuvanaikabahu II, règne sous le nom de Parakramabuhu IV. Sous son règne il fait traduire les Jātakas de Bouddha en cinghalais et fait édifier divers temples dont celui d'Alutnuwara Dewale dans la région de Kegalla. La durée précise de son règne est inconnue

### Remarque sur les sources historiques
- Livres en pali : Culavamsa et Rajaveliya. Les dates de règne des rois de Dambadeniya sont différents entre ces 2 livres.